# Dorry Kahn
Dorry Kahn, eigenlijk Dora Kahn-Weijl, (Amsterdam, 19 mei 1896 – aldaar, 20 augustus 1981) was een Nederlands schilder, tekenaar en lithograaf.

## Leven en werk
Dorry Kahn was een dochter van diamantberwerker Louis Weijl en Rosalie Nieuwkerk. Hoewel ze tijdens haar tijd op een kostschool in Lausanne schilderlessen kreeg, is ze als kunstenaar grotendeels autodidact. Ze trouwde in 1921 met Henri René Kahn (1888-1970), zij kregen twee kinderen. Kahn was werkzaam in het modehuis van zijn vader Sylvain Kahn, de Amsterdamse vestiging van Hirsch & Cie, waarvan hij later zelf directeur werd. Het gezin Kahn-Weijl woonde aan de Koninginneweg, tot zij in 1931 verhuisden naar de De Lairessestraat. 
Dorry Kahn pakte het schilderen op, nadat ze model was geweest voor een portret. Ze schilderde en tekende portretten, bloemen, bomen, interieurs en stillevens. In een interview in 1941 vertelde zij dat ze geen voorkeur had voor specifieke onderwerpen: "Ik schilder en teeken, voor zoover mogelijk, eigenlijk alles, wat mij op de een of andere wijze treft, hetzij door zijn kleurschakeeringen of belichting, hetzij doordat het een bepaalde stemming oproept." Ze werd lid van De Onafhankelijken, van de Gooische Schildersvereniging en van De Zeester.
In de jaren dertig had Dorry Kahn een relatie met dirigente Frieda Belinfante. Volgens Belinfantes biograaf was jaloezie vanuit de schilderes voor Belinfante de reden de relatie te verbreken. In dezelfde periode kreeg ze lessen van de Zwitserse beeldhouwer en schilder Arthur Bryx. Ze exposeerde onder meer met de Onafhankelijken in het Stedelijk Museum Amsterdam (1936, 1938). In de winter van 1939-1940 nam ze met vier schilderijen deel aan de tentoonstelling 'Onze kunst van heden' in het Rijksmuseum Amsterdam. Kort voor het uitbreken van de oorlog stelde ze schilderijen en tekeningen ten toon in het Kunstcentrum in Amsterdam (1940). De recensent van het Algemeen Handelsblad, die de tentoonstelling bezocht, noemde haar "een werkelijk talent, een talent, dat intusschen nog wel eens te kort schiet, omdat het zich zelf nog niet voldoende kent." Hij was het meest te spreken over haar tekeningen: "Deze, haar meest onmiddellijke, argelooze en natuurlijke uitingen doen de persoonlijkheid van de kunstenares en haar vermogen, een situatie gevoelig en geestig te observeeren en raak, bondig samen te vatten, nog beter en vollediger dan haar schilderwerken kennen."
Tweede Wereldoorlog
Tijdens de Tweede Wereldoorlog werd René Kahn tweemaal opgepakt. Toen hij in 1942 werd afgevoerd naar Kamp Westerbork, dook het gezin onder op de Veluwe. Kahn ontsnapte en voegde zich bij zijn gezin. Hirsch & Co. werd in de tussentijd geliquideerd en leeggeroofd. Het gezin overleefde de oorlog, maar haar moeder en broer kwamen in de kampen om. Na de bevrijding kon het gezin niet meteen naar huis, dat was door de Rijkspolitie in gebruik genomen. Tijdens Kunst in het harnas (1945), een tentoonstelling ter ere van gevallen en vervolgde kunstenaars, werd aandacht geschonken aan de schilderes.
Dorry Kahn pakte na de oorlog de schilderactiviteiten weer op. In 1949 werd ze penningmeester van 'Kunst in het Wit', een organisatie die zich inzette voor schilder- en tekenlessen voor zieken. Uitgangspunt waren de ideeën van de Engelse schilder Adrian Hill, die zelf jarenlang in een sanatorium werd verpleegd, dat door stimulering van de creativiteit de (geestelijke) gezondheid kon worden bevorderd. In 1949 werd in Amsterdam een tentoonstelling gehouden met teken- en schilderwerk van tbc-patiënten, in de jaren daarna een aantal benefietavonden. In 1950 richtte Kahn met een aantal schilderessen en beeldhouwsters, onder wie Bets Bayens, Jeanne Bieruma Oosting, Charlotte van Pallandt en Meik Rueter, de kunstenaressenvereniging De Zeester op. Naast de exposities met de Zeester, had ze onder meer een solo-expositie bij Santee Landweer (1953) en duo-exposities, met Theo van Eysden bij kunsthandel Liernur in Den Haag (1954) en met Ilane Shafir (1958) en Eleanor Steindler (1964) bij Magdalena Sothmann aan de Nieuwezijds Voorburgwal.
Dorry Kahn overleed op 85-jarige leeftijd, ze werd begraven op de Joodse begraafplaats in Muiderberg.
- Biografisch Portaal: 84098551
- RKD-Nederlands Instituut voor Kunstgeschiedenis: 110533